# De Poppe
De Poppe is een buurtschap en grensovergang in de gemeente Losser in de Nederlandse provincie Overijssel. De buurtschap ligt ten oosten van De Lutte, op de oostelijke oever van de Dinkel, zuidelijk van het Lutterzand, aan de grens met Landkreis Grafschaft Bentheim in Duitsland. Het valt binnen Nationaal Landschap Noordoost-Twente.

## Verkeer
Bij de oude grensovergang De Poppe tussen Oldenzaal en Bad Bentheim lopen de A1 (met verzorgingsplaats De Poppe) en de spoorlijn Almelo - Salzbergen.

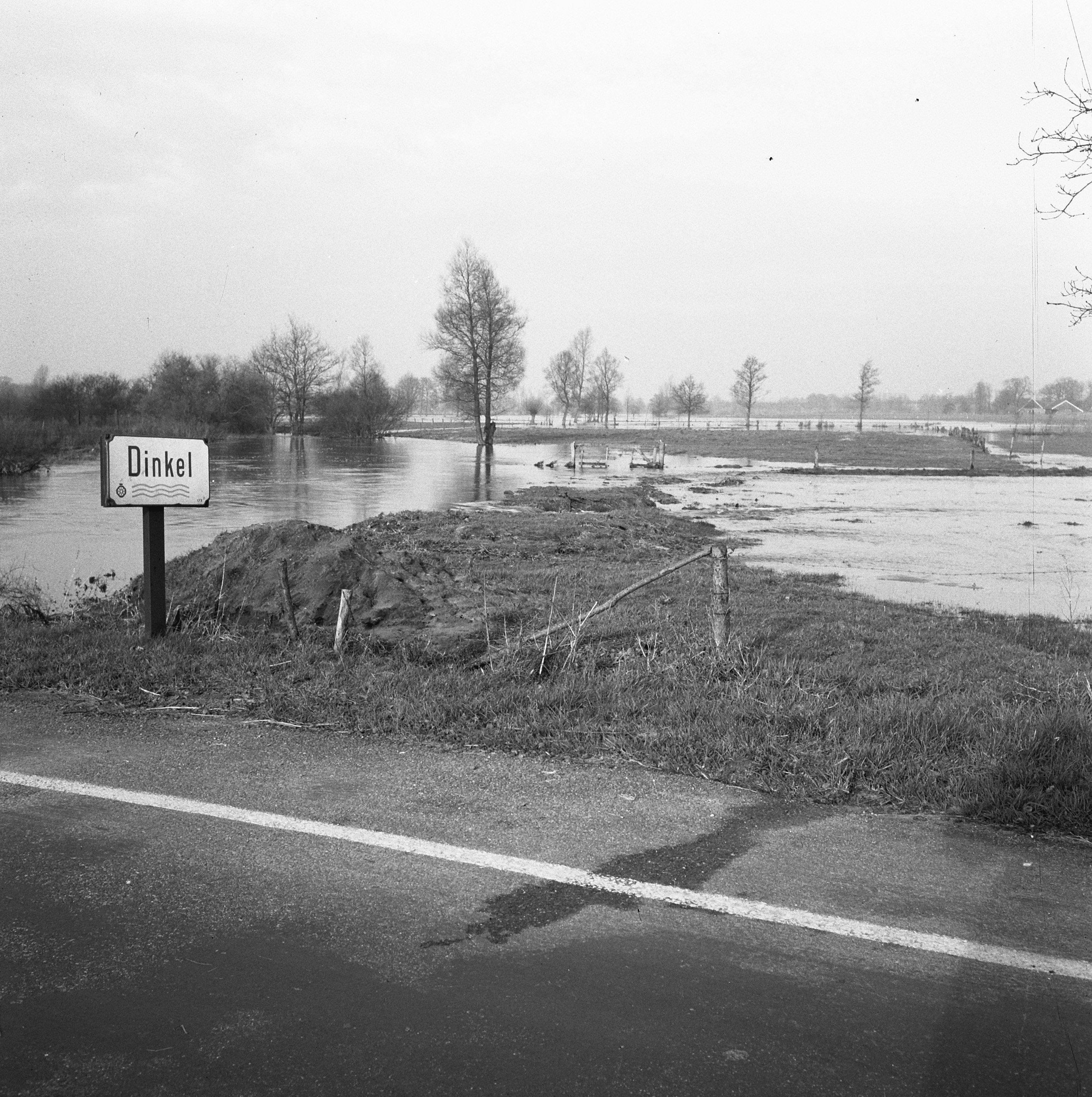
Dinkel
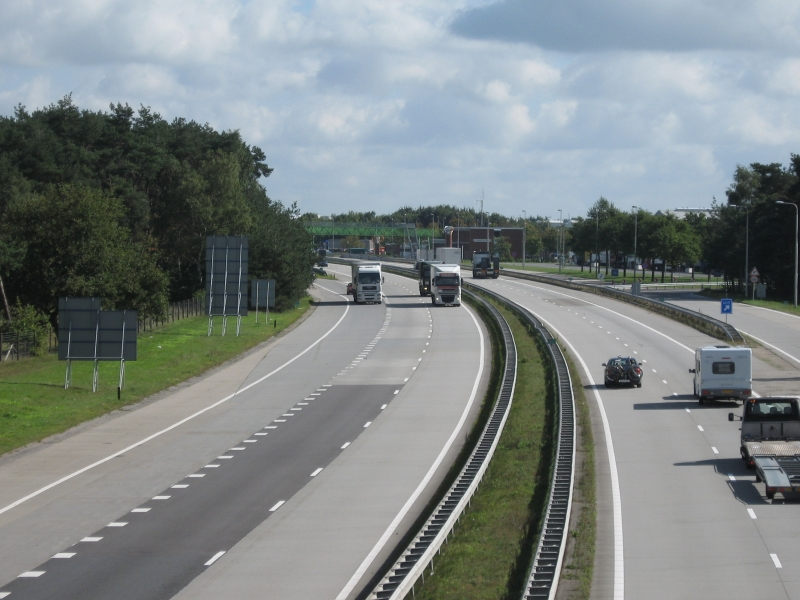
Grensovergang De Poppe
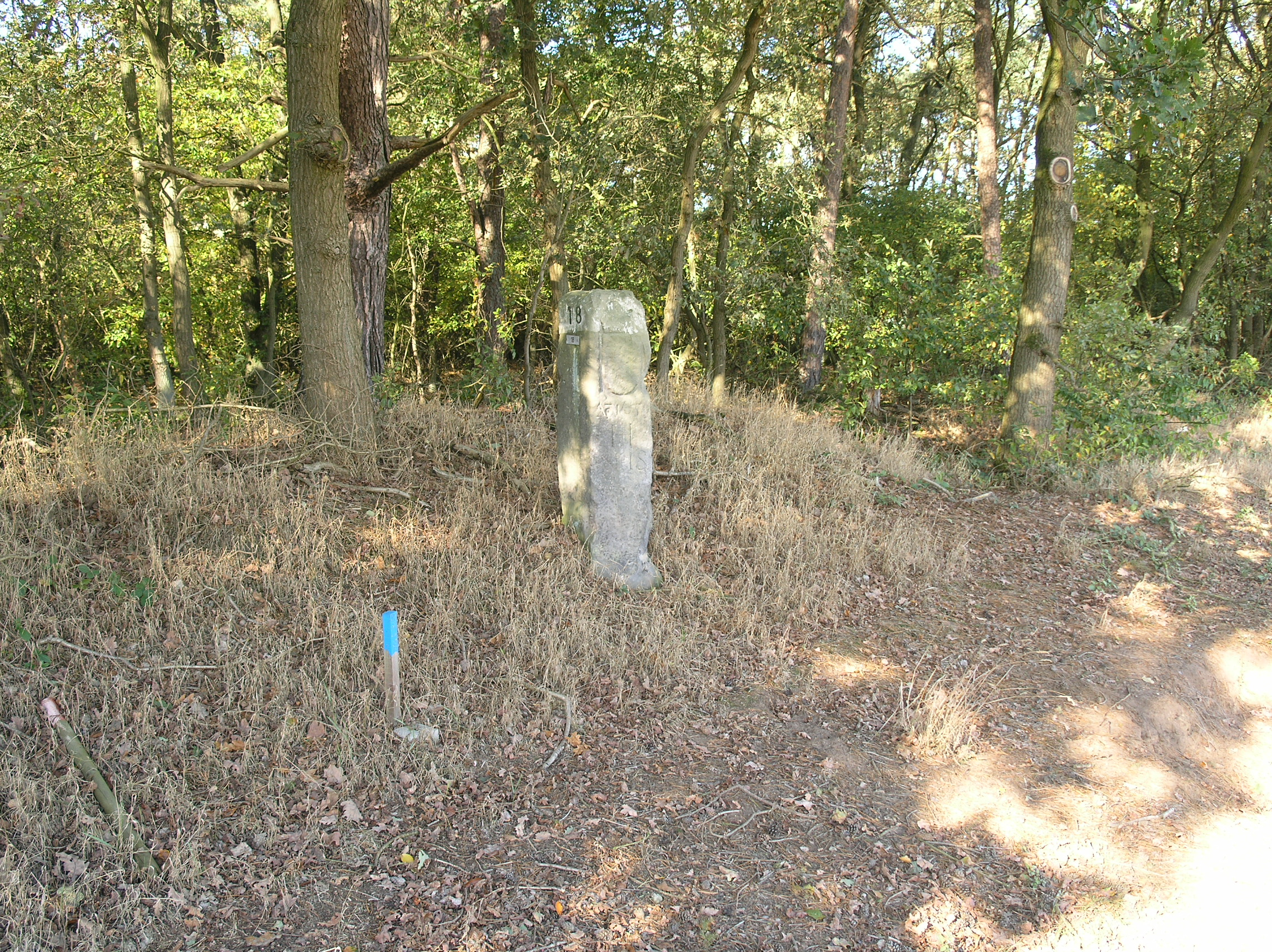
De Poppe, grenssteen

Hoofdplaats: Losser    Dorpen: Beuningen · Glane · De Lutte · Overdinkel

Buurtschappen: Glane-Beekhoek · Mekkelhorst · De Poppe · De Zoeke

Overijssel · Steden en dorpen in Overijssel      Nederland · Provincies · Gemeenten